# Walter Pandiani
Walter Pandiani, vollständiger Name Walter Gerardo Pandiani Urquiza, (* 27. April 1976 in Montevideo) ist ein ehemaliger uruguayischer Fußballspieler.

## Spielerkarriere

### Verein
Der Stürmer Walter Pandiani begann 1996 seine Karriere in der heimischen uruguayischen Liga und spielte bei den Profiklubs Club Atlético Progreso, Club Atlético Basáñez und Club Atlético Peñarol, wo er sich mehrfach als Torschütze auszeichnen konnte. Im Jahr 2000 ging er dann nach Europa. Er wechselte in die Primera División zu Deportivo La Coruña, wo er von nun an fünf Jahre – mit einer Unterbrechung 2002 bis 2003, als er kurzzeitig an RCD Mallorca ausgeliehen war – spielte. Mit La Coruña spielte er in der Champions League (in 37 Spielen 11 Tore), wurde 2002 Vizemeister und schoss bei diesem Verein in 86 Ligaspielen 31 Tore. Als sich Pandiani mit seinem Trainer Javier Irureta überwarf, lieh Depor im Januar 2005 Pandiani an Birmingham City aus. Dort traf Pandiani gleich gegen die großen Teams vom FC Arsenal, FC Chelsea und FC Liverpool, was ihn zu einem Publikumsliebling machte und Birmingham dazu veranlasste, ihn zur Saison 2005/06 fest unter Vertrag zu nehmen. Er unterschrieb bei Birmingham einen Vertrag für drei Jahre, das für Pandiani fünf Millionen Euro an Depor überwies. Seine Treffsicherheit kam ihm aufgrund von Anpassungsschwierigkeiten allerdings abhanden, so dass er im Januar 2006 in die spanische Liga zurückkehrte und zu Espanyol Barcelona wechselte. Die Ablösesumme betrug 1,5 Millionen Euro. Mit diesem Verein gewann er 2006 sogleich den spanischen Pokal. Im Jahr darauf spielte er sehr erfolgreich mit Espanyol im UEFA-Cup. Espanyol erreichte das Finale und er wurde Torschützenkönig dieses Wettbewerbs. Er war außerdem der einzige Spieler von Espanyol, der im Finale gegen den FC Sevilla im Elfmeterschießen seinen Elfmeter verwandeln konnte. Walter Pandiani saß beim Finale wie so oft anfangs auf der Bank und das obwohl er vier Tage zuvor einen Dreierpack gegen Real Madrid erzielen konnte. Seine elf Tore in 14 Einsätzen im UEFA-Cup 2006/07 können in der UEFA-Pokal-Geschichte nur drei weitere Spieler überbieten.
Laut Medienberichten war im Sommer 2007 der VfL Wolfsburg an einer Verpflichtung Walter Pandianis interessiert, der bei Espanyol trotz seiner respektablen Torquote nur zweite Wahl hinter Raúl Tamudo und Luis García war. Wolfsburg sei sich bereits mit Espanyol über die Ablösesumme von zwei Millionen Euro einig gewesen. Mit dem Spieler konnte man sich jedoch nicht einigen. Pandiani wechselte im Sommer gleichwohl zu CA Osasuna, wo er einen Dreijahresvertrag unterschrieb. Dabei erzielte er in 92 Spielen 27 Treffer. 2011 kehrte Pandiani zu Espanyol Barcelona zurück und erzielte drei Treffer in 16 Ligaspielen.
Zur Saison 2012/13 wechselte Pandiani zum FC Villarreal in die Segunda División. Nachdem er seinen Vertrag nach 17 absolvierten Ligaspielen (zwei Tore) bei Villarreal aufgelöst hatte, wurde am 27. Januar 2013 vermeldet, dass Pandiani sich dem in der Segunda B antretenden spanischen Verein Atlético Baleares angeschlossen hat. Ihn begleitete sein Sohn Nicolás (* 1993), der zukünftig für die dortige Jugendmannschaft spielt. In der Spielzeit 2012/13 stand Pandiani neunmal auf dem Platz und schoss ein Tor. Anschließend kehrte Pandani in sein Heimatland zurück und schloss sich in der Saison 2013/14 dem Erstligaaufsteiger Miramar Misiones an. Dort absolvierte er bis zum Abschluss der Spielzeit 19 Ligaspiele, in denen er fünf Treffer erzielte. Im Dezember 2014 verlautbarte der nunmehr vereinslose Pandiani, dass er seine aktive Karriere noch nicht beendet habe und bei einem passenden Angebot ein erneutes Engagement antreten würde. Erst im Juli 2015 schloss er sich dann dem Schweizer Zweitligisten FC Lausanne-Sport an. Für diesen lief er in der Saison 2015/16 15-mal (ein Tor) in der Challenge League auf. Am 16. Juni 2016 gab er via Twitter-Mitteilung sein Karriereende bekannt.

### Nationalmannschaft
Walter Pandianis Debüt für die uruguayische Fußballnationalmannschaft erfolgte am 28. März 2001 im WM-Qualifikationsspiel gegen Paraguay. Seither bestritt er noch ein Freundschaftsländerspiel und zwei weitere Länderspiele im Rahmen der Qualifikation zur WM 2006, in denen er kein Tor erzielen konnte. Der letzte Einsatz für die Celeste fand am 1. Juni 2004 in der Qualifikationspartie gegen die peruanische Auswahl statt.

## Titel und Erfolge
- Spanischer Vizemeister: 2001/02
- Spanischer Pokalsieger: 2001/02, 2002/03, 2005/06
- Spanischer Supercupsieger: 2002
- Einzug ins UEFA-Cup-Finale: 2007
- UEFA-Pokal-Torschützenkönig: 2007
- Uruguayischer Meister: 1999

## Trainertätigkeit
Mindestens seit Dezember 2014 ist er als Trainer im Jugendbereich in El Masnou gemeinsam im Team unter anderem mit dem ehemaligen Fußballspieler Walter Caprile tätig. Zu den Spielern seiner Mannschaften gehören seine Söhne Axel und Ezequiel.

## Sonstiges
- Seine Torgefährlichkeit brachte Pandiani den Spitznamen "El Rifle" (Das Gewehr) ein. Außerdem ist Pandiani für seine Kopfball- und Nervenstärke bekannt.
- Bevor Walter Pandiani seine Fußballkarriere begann, war er Straßenkehrer.